# Nikolaus Schwerdtfeger

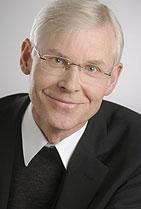
Nikolaus Schwerdtfeger

Nikolaus Schwerdtfeger (* 1. Oktober 1948 in Haar/Oberbayern) ist emeritierter Weihbischof im Bistum Hildesheim.

## Leben
Nikolaus Schwerdtfeger wurde am 1. Oktober 1948 als Sohn von Bernward Schwerdtfeger und seiner Frau Maria Elisabeth, geb. Schlosser, im bayerischen Haar geboren. Er wuchs in Hildesheim auf und bestand 1967 am dortigen Gymnasium Josephinum das Abitur. Anschließend studierte er Philosophie und Theologie an der Philosophisch-theologischen Hochschule St. Georgen in Frankfurt am Main und trat 1968 in das Pontificium Collegium Germanicum et Hungaricum in Rom ein. Bis 1971 führte er sein Studium an der Pontificia Universitas Gregoriana fort, wo er im Sommer 1970 das philosophische Lizentiat erwarb. Zum Wintersemester 1971/72 wechselte er an die Albert-Ludwigs-Universität Freiburg und legte dort 1974 die theologische Diplomprüfung ab. Von April bis Oktober 1974 absolvierte Schwerdtfeger ein Pfarrpraktikum in Braunschweig; im Juli 1981 wurde er in Freiburg bei Karl Lehmann mit einer Dissertation über Karl Rahners Theorie der „anonymen Christen“ zum Dr. theol. promoviert.  
Am 5. Juni 1982 wurde er von Bischof Heinrich Maria Janssen zum Priester geweiht. Von 1982 bis 1984 war er Kaplan in Celle, von 1984 bis 1990 Bischöflicher Kaplan und Subsidiar an St. Martinus im Hildesheimer Stadtteil Himmelsthür, von 1990 bis 1991 Pfarrer in Himmelsthür und von 1991 bis 1995 Pfarrer an St. Benno in Goslar. 
Papst Johannes Paul II. ernannte ihn am 19. Juni 1995 zum Titularbischof von Fussala und zum Weihbischof in Hildesheim. Am 23. September 1995 wurde er von Bischof Josef Homeyer zum Bischof geweiht. Mitkonsekratoren waren Bischof Karl Lehmann von Mainz und Weihbischof Hans-Georg Koitz.
Schwerdtfeger ist Mitglied der Diözesankommission zur Förderung der ökumenischen Arbeit im Bistum Hildesheim. In der Deutschen Bischofskonferenz gehört er der Ökumenekommission und der Caritaskommission an.
Im Oktober 2016 nahm er an der historisch zu nennenden Pilgerreise deutscher Bischöfe ins Heilige Land teil.
Am 9. September 2017 übernahm er nach der Annahme des Rücktritts von Bischof Norbert Trelle als dienstältester Weihbischof vorübergehend die Leitung der Diözese und war vom 11. September 2017 bis 1. September 2018 Diözesanadministrator.
Am 2. Oktober 2023 nahm Papst Franziskus sein altersbedingtes Rücktrittsgesuch an.
Am 16. Dezember 2023 wurde er vor oder in seiner Wohnung von einem Fremden beschimpft und heftig ins Gesicht geschlagen. Mit zwei gebrochenen Rippen und einer Verletzung an der Lunge wurde er auf der Intensivstation behandelt.

## Schriften
- Gnade und Welt. Zum Grundgefüge von Karl Rahners Theorie der „anonymen Christen“. Verlag Herder, Freiburg/Basel/Wien 1982, ISBN 3-451-19635-2 (Zugl.: Freiburg (Breisgau), Univ., Diss., 1981).